# 물붕장어
물붕장어(학명: Oxyconger leptognathus)는 갯장어과 물붕장어속에 속하는 바닷물고기로, 일본·한국·필리핀·호주 등 서태평양 가장자리 해안에 분포한다.